# 沃斯克雷森斯凱 (尼古拉耶夫州)
沃斯克雷森斯凱（羅馬化：Voskresenske）是乌克兰南部尼古拉耶夫州尼古拉耶夫區沃斯克雷森斯凱市鎮内的鎮及该市镇的行政中心。該鎮始建於1789年，面積30平方公里，海拔高度50米，2022年人口数量为4,659人。

## 來源
1. ↑   (PDF). 乌克兰国家统计局: 34.   [2024-02-16]. （原始内容存档 (PDF)于2024-02-02） （乌克兰语及英语）.